# Lindernia cordifolia
Lindernia cordifolia é uma espécie botânica do gênero Lindernia pertencente à família Linderniaceae.